# Ван Флит, Джеймс
Джеймс Олвард Ван Флит (англ. James Alward Van Fleet; 19 марта 1892 — 23 сентября 1992) — американский генерал, участник Первой и Второй мировых войн, а также Корейской войны.

## Биография
Родился в Койтесвилле в штате Нью-Джерси, однако пока он был ещё ребёнком — его родители переехали во Флориду, поэтому он вырос во Флориде, где в 1911 году окончил Институт имени Саммерлина в Бэртоу. После этого поступил в Военную академию США в Вест-Пойнте, которую окончил в 1915 году. В связи с тем, что очень многие из этого выпуска заняли впоследствии высшие посты в американской армии (в частности, его однокашниками были Дуайт Эйзенхауэр и Омар Брэдли), этот выпуск получил прозвище «курс, осыпанный звёздами». После выпуска стал вторым лейтенантом пехоты.
Во время Первой мировой войны был командиром батальона в составе Экспедиционного корпуса США в Европе под командованием генерала Джона Першинга. В межвоенный период был старшим офицером курсов подготовки офицеров запаса при Флоридском университете. В годы Второй мировой войны три года командовал 8-м пехотным полком, во время высадки в Нормандии принял участие в боях на Омаха-бич. Его продвижение по службе долго задерживалось из-за того, что ему не давал хода генерал Джордж Маршалл, спутавший его с другим офицером, известным склонностью к алкоголизму. После того, как в дело вмешался генерал Джордж Паттон, недоразумение разъяснилось, и вскоре стал командовать дивизией, а затем — 3-м корпусом в составе 3-й армии Паттона.
В 1946 году отправлен в Грецию для реализации «доктрины Трумэна», и способствовал окончанию гражданской войны, оказав помощь в финансировании и обучении правительственных войск. В знак признательности его заслуг на центральной площади города Кастория был установлен бюст Ван Флита, в 2007 году заменённый на памятник.

С 10 апреля 1950 года по 11 апреля 1951 года был командующим 2-й армии США. В 1951 году он сменил Мэтью Риджуэя на посту командующего 8-й армии США и Силами ООН в Корее, и оставался на этом посту до конца войны в Корее (в которой участвовал и погиб его сын). Когда в 1953 году он вышел в отставку, президент Трумэн сказал:
Генерал Ван Флит — величайший из генералов, что у нас были… Я послал его в Грецию — и он выиграл войну, я послал его в Корею — и он опять выиграл войну.
В 1957 году Джеймс Ван Флит стал одним из создателей Корейского общества, предназначенного для развития американско-корейской дружбы.
Скончался в 1992 году вскоре после празднования своего 100-летнего юбилея. На момент смерти он являлся старейшим из американских генералов. Корейское общество учредило названную его именем награду за вклад в укрепление корейско-американской дружбы, в его честь было названо здание военной кафедры Флоридского университета (почётным доктором которого он стал в 1946 году). Архив Ван Флита после его смерти был передан Фонду имени Джорджа Маршалла, а его коллекция предметов искусства — музею имени Сэмюэла П. Харна.
Похоронен на Арлингтонском национальном кладбище.